# Тикелл, Сэмюэл Ричард
Сэмюэл Ричард Тикелл (1811—1875) — полковник британской армии, лингвист, иллюстратор и орнитолог. Служил и работал в Индии и Бирме.

## Биография
Родился в Индии в семье британского офицера, генерал-лейтенанта Ричарда Тикелла. Учился в Англии, затем в возрасте девятнадцати лет вернулся служить в бенгальской туземной пехоте. В 1832—1833 участвовал в военной кампании. Был назначен командиром военного эскорта экспедиции Ходжсона в Катманду (с 1834). В 1843 году вернулся в Бенгалию. После получения чина капитана (1847) отправился в нижнюю Бирму, в Аракан.
11 июля 1844 года женился в Банкуре на Марии Георгиане, дочери Дж. У. Темплера. С 1865 года в отставке. Некоторое время Тикелл жил во Франции, затем переселился на Нормандские острова. Там во время рыбалки получил воспаление глаз, которое привело в конце концов к слепоте. Скончался в Челтнеме.

## Вклад в науку
Тикелл внес вклад в 17 том журнала Journal of the Asiatic Society of Bengal, а 18-й включал его отчет из Бирмы. Публиковался от под псевдонимами «Ornithognomon» и «Old Log». Аллан Октавиан Юм заметил, что опубликованное под псевдонимом «Ornithognomon» в Field основано на материалах другого орнитолога-любителя, Фредерика Уильсона (Frederic Wilson).
Слепота прервала работу учёного над семитомным трудом Illustrations of Indian Ornithology. Перед смертью он завещал его в неоконченном виде Зоологическому обществу Лондона.
В честь Тикелла названы (на латыни, либо по-английски) следующие виды птиц:
- Tickell’s flowerpecker, Dicaeum erythrorhynchos
- Tickell’s leaf warbler, Phylloscopus affinis
- Tickell’s thrush, Turdus unicolor
- Tickell’s brown hornbill, Anorrhinus tickelli

Еще один вид, Cyornis tickelliae, назван, возможно, в честь его супруги.
Тикелл также интересовался лингвистикой и написал серию статей о грамматической структуре языка Хо.